# Ellisembia palauensis
Ellisembia palauensis är en svampart som beskrevs av McKenzie 1995. Ellisembia palauensis ingår i släktet Ellisembia, klassen Sordariomycetes, divisionen sporsäcksvampar och riket svampar.   Inga underarter finns listade i Catalogue of Life.